# یواس‌اس آنوارد (۱۸۵۲)
یواس‌اس آنوارد (۱۸۵۲) (به انگلیسی: USS Onward (1852)) یک کشتی است. این کشتی در سال ۱۸۵۲ ساخته شد.